# 福田祐介
福田 祐介（ふくだ ゆうすけ、1961年2月9日 - ）は、日本の実業家。バンダイ代表取締役副社長、バンプレスト代表取締役社長等を経て、BANDAI SPIRITS代表取締役社長。

## 人物・経歴
東京都出身。1985年獨協大学法学部卒業、バンダイ入社。2001年バンダイ執行役員社長室ゼネラルマネージャー。2003年バンダイ執行役員キャンディ事業部ゼネラルマネージャー。2006年バンダイ取締役グループ政策担当。2008年バンダイ取締役兼バンダイナムコホールディングス取締役経営企画部管掌。2011年バンダイ常務取締役グループ政策担当。2015年バンダイ専務取締役グループ・管理政策担当。2015年バンダイ代表取締役副社長。2018年BANDAI SPIRITS取締役兼バンプレスト代表取締役社長。2019年からBANDAI SPIRITS代表取締役社長として、大人向け玩具事業の開拓を進めた。